# Chad Stahelski
Chad Stahelski, född 1968, är en amerikansk stuntman och filmregissör. Han var stand-in för Keanu Reeves för stuntscenerna i The Matrix (1999). Hans regidebut, John Wick, blev en stor succé. Han regisserade även dess tre uppföljare.

## Filmografi (i urval)
- 2014 – John Wick
- 2017 – John Wick: Chapter 2
- 2019 – John Wick: Chapter 3 – Parabellum
- 2023 – John Wick: Chapter 4